# Sette e mezzo (programma televisivo)
Sette e mezzo è stato un programma televisivo di quiz trasmesso in 64 puntate dal 17 marzo al 13 giugno 1980.

## Storia
Andava in onda dal lunedì al venerdì sulla Rete 1 (oggi Rai 1) dalle 19.20 alle 19.45, al posto del telefilm normalmente programmato in quella fascia oraria: fu dunque il primo quiz preserale della tv italiana. Il primo conduttore fu Raimondo Vianello, poi sostituito da Claudio Lippi. Gli autori erano Guido Clericetti, Umberto Domina e Adolfo Perani. La regia era di Silvio Ferri. La sigla di coda del programma era Matta sì... ma di te, incisa da Valentina Gautier. L'avvicendamento dei conduttori era già previsto sin dall'inizio, come dichiarò Vianello al momento della presentazione alla stampa:
Vianello resterà al timone del programma fino al 25 aprile.
Valletta della trasmissione era una giovanissima Gabriella Golia, in seguito annunciatrice di Italia 1.
I concorrenti, tre per ogni settimana, si dovevano misurare in prove di memoria (lunedì), ragionamento (martedì), prontezza (mercoledì), abilità (giovedì). In palio, ogni giorno, un milione e mezzo di lire e una carta, la "matta". Il venerdì si giocava il sette e mezzo vero e proprio, con le "matte" e i soldi vinti durante la settimana. La partita si giocava con 18 carte e domande la cui risposta era un numero. Vinceva, acquisendo il diritto di tornare la settimana successiva, chi riusciva a raggiungere il punteggio di sette e mezzo o gli si avvicinava di più. Nella prima settimana in cui fu conduttore Claudio Lippi un concorrente di Civitavecchia, Domenico Claudio Minerba, realizzò il record assoluto di vincita in un quiz televisivo.